# Adam Fraszko
Adam Fraszko (* 15. Mai 1969 in Toruń) ist ein ehemaliger polnischer Eishockeyspieler, der den Großteil seiner Karriere beim KS Toruń in der polnischen Ekstraliga spielte. Sein Sohn Bartosz ist ebenfalls polnischer Nationalspieler. Sein jüngerer Bruder Robert war ebenfalls in der Ekstraliga aktiv und spielte in der polnischen Juniorenauswahl.

## Karriere

### Club
Adam Fraszko begann seine Karriere als Eishockeyspieler beim KS Toruń, wo er als 17-jähriger in der Ekstraliga debütierte. Zwischenzeitlich spielte er einzelne Jahre für den KH Sanok und Stoczniowiec Gdańsk. 2007 beendete er im Alter von 38 Jahren seine Karriere.

### International
Für Polen nahm Fraszko im Juniorenbereich an der U18-Europameisterschaft 1987 sowie der U20-B-Weltmeisterschaft 1989 teil. Im Seniorenbereich stand er bei der Qualifikation für die Olympischen Winterspiele in Lillehammer 1994 im Aufgebot seines Landes.